# コショウソウ
コショウソウ（胡椒草、学名：Lepidium sativum）は、アブラナ科の一年草。別名、ガーデンクレス。同科オランダガラシ属のクレソン（ウォータークレス）と共にクレスと呼ばれる。
野菜として栽培され、コショウのような辛みがある。水耕栽培で、種子を発芽させて緑化したスプラウトが利用されている。